# Molpadia liska
Molpadia liska is een zeekomkommer uit de familie Molpadiidae.
De wetenschappelijke naam van de soort werd in 1977 gepubliceerd door David Pawson.